# John D. Skinner
John Dawson Skinner (* 17. September 1932 in Johannesburg; † 28. August 2011 in Pretoria, Gauteng), meist als John D. Skinner oder J. D. Skinner zitiert, war ein südafrikanischer Mammaloge.

## Leben
Skinner war der Sohn von Samuel Skinner und Irene Taylor. Sein Großvater, William Skinner, kam während des Zweiten Burenkrieges in den späten 1890er Jahren als Teil eines Kontingents der Royal Canadian Mounted Rifles nach Südafrika und blieb dann in Johannesburg. Johns zweiter Vorname, Dawson, war der Mädchenname von Alice Dawson, seiner Großmutter mütterlicherseits. Nach seiner Schulzeit am St John’s College in Johannesburg wollte John Skinner ursprünglich seinem Vater in den Zahnarztberuf folgen, scheiterte jedoch bereits im ersten Studienjahr der Zahnmedizin. Stattdessen studierte er Landwirtschaft und Tierhaltung. In den ersten Jahren seiner Karriere wurde er von Jan Bonsma, Daniel Malan Joubert, Gideon Louw und William Hofmeyr Craib, seinem Schwiegervater, betreut. 1960 heiratete er Patricia Gwynne Craib, die 1991 starb. Nach seinem Bachelorabschluss in Tierwissenschaften an der ehemaligen Universität von Natal und seinem Masterabschluss an der Universität Pretoria ging Skinner nach England, wo er 1965 mit der Dissertation Some effects of high ambient temperatures on spermatogenesis in the Bovine über die Reproduktionsendokrinologie von Nutztieren zum Ph.D. an der University of Cambridge promoviert wurde. Nach seiner Rückkehr nach Südafrika wurde er zum Senior Professional Officer an der Abteilung für Reproduktionsphysiologie am Animal Production Institute des Agricultural Research Council in Irene (heute Centurion) ernannt. 
Anfang 1972 übernahm er von Jurgens A. J. Meester den Direktorenposten des Mammal Research Institute (MRI), das der Universität Pretoria untersteht. Die Erforschung afrikanischer Säugetiere erlebte unter Skinners Leitung eine Blüte. Lag der Schwerpunkt des Instituts anfangs auf der Taxonomie, wurden die Studien auf die Systematik, Physiologie, das Verhalten und die Ökologie von Säugetieren ausgeweitet. Diese Disziplinen wurden zu zentralen Themen des Postgraduiertenstudiums und die Zusammenarbeit mit außeruniversitären Forschungseinrichtungen auf Provinzebene sowie auf nationaler und internationaler Ebene wurde zur Norm. Zusätzlich zu seiner Rolle als MRI-Direktor leitete Skinner von 1985 bis 1994 den Fachbereich Zoologie an der Universität Pretoria. 1998, im Alter von 65 Jahren, ging Skinner in den Ruhestand. Er war aber weiterhin als außerordentlicher Professor am Zentrum für Wildtierstudien der Fakultät für Veterinärwissenschaften im Ortsteil Onderstepoort von Pretoria tätig, bis ein schwerer Sturz im Jahr 2010 eine weitere Mitarbeit verhinderte.
Skinner engagierte sich in einer Vielzahl von Berufsverbänden, in denen er Führungspositionen innehatte, darunter als Präsident der Biological Society of South Africa, der Southern African Wildlife Management Association, der Zoological Society of Southern Africa und der Royal Society of South Africa. Zudem war er Vorsitzender der Hyaena Specialist Group der IUCN/SSC und, neben vielen anderen Ämtern, als Berater der australischen Commonwealth Scientific and Industrial Research Organisation und der Chinesischen Akademie der Wissenschaften sowie als wissenschaftlicher Gutachter für die National Science Foundation (USA), den National Environmental Research Council (Großbritannien), den Leverhulme Trust (Großbritannien) und die Alexander von Humboldt-Stiftung (Deutschland) tätig. Er war außerdem Mitglied der Russischen Akademie der Wissenschaften und leistete einen bedeutenden Beitrag zu den Universitäten des südlichen Afrikas, wo er als externer Prüfer auf Postgraduate- und Undergraduate-Ebene für neun Universitäten fungierte. Skinner war wissenschaftliches Mitglied auf Lebenszeit der Zoological Society of London, Mitglied auf Lebenszeit des Institute of Biology, London, Mitglied der Royal Society of South Africa, Mitglied auf Lebenszeit der Zoological Society of South Africa sowie der Wildlife Management Association of South Africa. Für seine bedeutenden Forschungsarbeiten wurde er mit der Goldmedaille der Zoological Society of South Africa, der Senior Captain Scott Medal der Biological Society of South Africa und dem Merit Award der South African Association for the Advancement of Science ausgezeichnet. Im April 2011 verlieh ihm die Witwatersrand-Universität in Anerkennung seines herausragenden Beitrags zur südafrikanischen und internationalen Wissenschaft in den Bereichen Zoologie und Säugetierkunde ihre höchste akademische Auszeichnung, den D.Sc. honoris causa. 2013 wurde er im Artepitheton der fossilen Fuchsart Vulpes skinneri geehrt.
Skinner veröffentlichte mehr als 350 wissenschaftliche Arbeiten in peer-reviewed Fachzeitschriften und war Mitautor der zweiten (1990) und dritten Auflage (2005) von Mammals of the Southern African subregion, einem Standardwerk der südafrikanischen Säugetierforschung, das erstmals 1983 von Reay Smithers veröffentlicht wurde.